# Queen’s Park (stacja kolejowa)
Queen’s Park – naziemna stacja kolejowa zarządzana przez Metro londyńskie i leżąca na jego linii Bakerloo Line. Jest ostatnią z 10 stacji składających się na zachodni, naziemny odcinek tej linii. Około 300 metrów za nią pociągi wjeżdżają do tunelu, w którym poruszają się już do końca trasy. Ok 1/3 składów kończy na niej swój bieg, nie jadąc już dalej na zachód.
Stacji używa także London Overground, którego pociągi stają tu na trasie z dworca Euston do Watford (linia Watford DC Line).